# Абдразаков Аскар Амірович
Абдраза́ков Аска́р Амі́рович (11 червня 1969, місто Уфа) — башкирський співак (бас), народний артист Башкирії (1994), один із яскравих представників башкирської вокальної школи.
1994 року закінчив вокальний відділ Уфимського інституту мистецтв (клас Міляуші Муртазіної). З 1992 року був солістом Башкирського державного театру опери й балету. Будучи студентом 3 курсу дебютував у партії Собакіна в опері «Царська наречена» Миколи Римського-Корсакова.
Аскар Амірович має голос широкого діапазону, гарного наповнення, красивого тембру. Його виконання відрізняється музикальністю та артистизму. Співав у Большому театрі Росії, театрах Італії, Англії, Німеччини, Швейцарії. Його партнерами були Ірина Архипова, Марія Бієшу, Владислав П'явко, М. Крайдер, І. Пазіно. Дипломант Всеросійського (1990) та лауреат 14-го Всесоюзного (1991) конкурсів імені М. І. Глінки, дипломант Міжнародного конкурсу імені Ф. Віньяса в Барселоні (1992), лауреат міжнародного конкурсу імені Ф. І. Шаляпіна в Казані (Перша премія, 1993), вокалістів ЮНІСА ТРАНСНЕТ в Преторії (Перша премія та золота медаль, 1994), імені М. Каллас в Афінах (Гран-прі та золота медаль, 1995).
Основні партії:
- Кончак — «Князь Ігор» О. П. Бородіна
- Великий інквізитор — «Дон Карлос» Джузеппе Верді
- Рамфіс та Цар Єгипту — «Аїда» Джузеппе Верді
- Гремін — «Євгеній Онєгін» Петра Чайковського
- Дон Базіліо — «Севільський цирульник» Джоакіно Россіні
- Бальтазар — «Фаворитка» Гаетано Доніцетті (оперний театр міста Більбао)
- Алеко та Старий циган — «Алеко» Сергія Рахманінова
- Мефістофель — «Фауст» Шарля Гуно
- Фарлаф та Руслан — «Руслан та Людмила» Михайла Глінки

Партії басу:
- «Реквієм» Джузеппе Верді
- «Месса ді Глоріа» Джакомо Пуччіні